# Автошлях О 102307
Автошля́х О 102307 — автомобільний шлях місцевого значення в Київській області. Пролягає територією Білоцерківського району від міста Тетіїв до села Стадниця. Загальна довжина — 14,8 км.

## Маршрут
Автошлях проходить через такі населені пункти:
| Автошлях О 102307     |
| Київська область      |
| Білоцерківський район |
| Тетіїв                |
| Стадниця              |

## Галерея

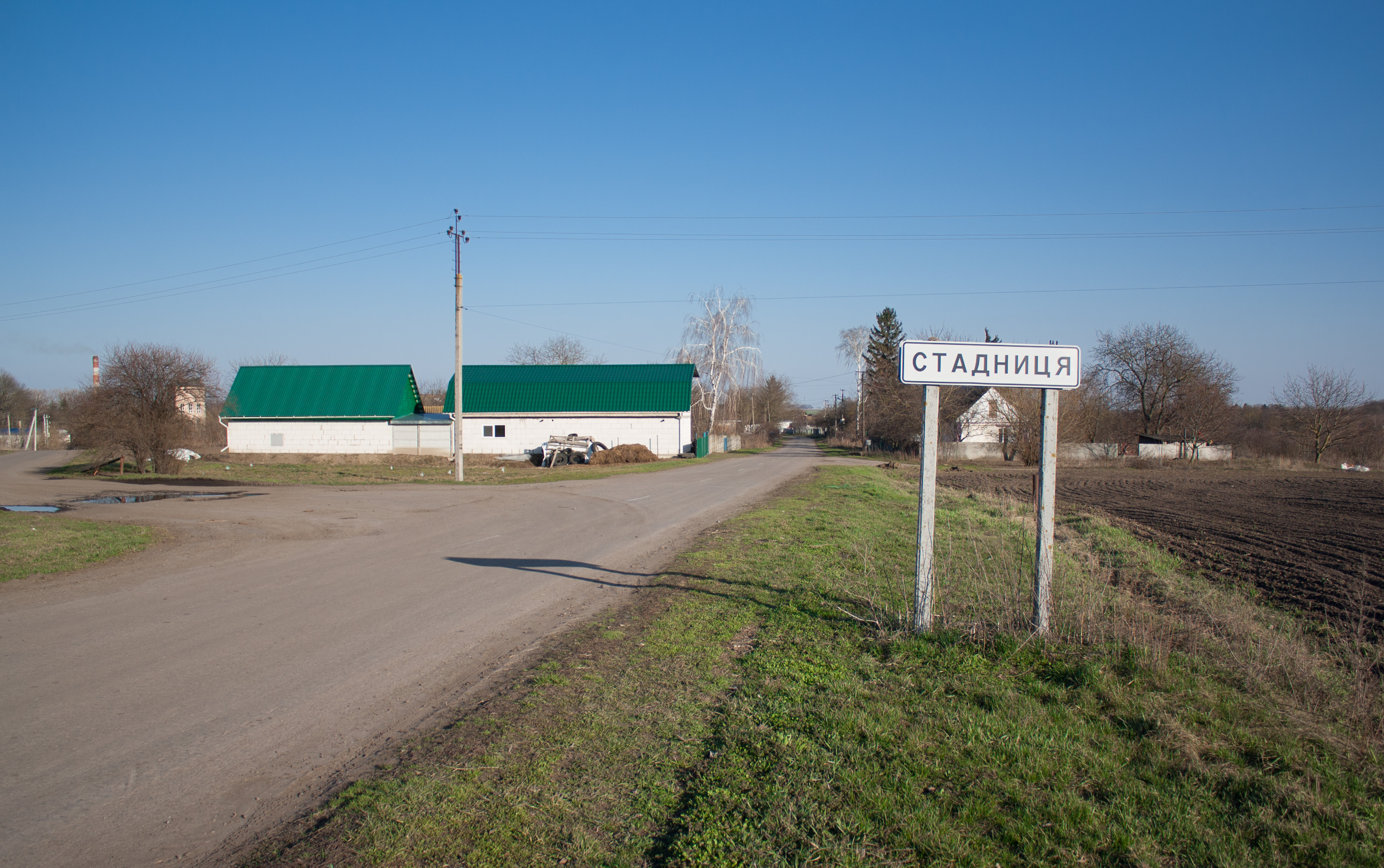
Автошлях при в'їзді в село Стадниця